# Lygromma domingo
Lygromma domingo là một loài nhện trong họ Gnaphosidae.
Loài này thuộc chi Lygromma. Lygromma domingo được Norman I. Platnick & Mohammad U. Shadab miêu tả năm 1981.